# ラット・ウーマン 倒錯の女たち
『ラット・ウーマン 倒錯の女たち』（原題：Bram Stoker's Burial of the Rats）は、1995年公開のアメリカ合衆国のエロティック・ホラー映画。
『ロジャー・コーマン・プレゼンツ』シリーズの1本である。
コミック版も発売された。

## あらすじ
ブラム・ストーカーが謎の女たちに拉致されてしまう。

## キャスト
- 女王 - エイドリアン・バーボー
- Madeleine - マリア・フォード
- ブラム・ストーカー - Kevin Alber
- Anna - オルガ・カボ（英語版）
- Mr. Stoker - Eduard Plaxin
- Constable - Vladimir Kuleshov
- Verlaine - Leonid Timtsunik
- Mme. Renaud - Maya Menglet

## 製作
撮影はモスクワで行われたが、エイドリアン・バーボーは後に、「私たちはクーデター未遂の夜に上陸したのだけど、戒厳令が発令されたの...もう家族に会えないのではと思いました。ただ、私がこの仕事を引き受けたのは、モスクワで撮影していて、そこに行きたかったからです。一度も行ったことがなかったし、ずっと行きたいと思っていたのよ」と語っている。
また、「50匹の訓練されたネズミと一緒に仕事をすることになっていたのですが、16匹しかおらず、そのうち8匹は死んでいたと思います」と後に振り返り、「残りのネズミは、魚の臭いがするものなら何でも食べるようにしか訓練されていなかったんです。だから、ネズミが私に群がるようなシーンをやるたびに、彼らは魚の卵をとって、その汁を私の体中にしぼったのよ」と回想している。